# Козлов, Дмитрий Тимофеевич
Дми́трий Тимофе́евич Козло́в (23 октября (4 ноября) 1896, дер. Разгуляйка, Нижегородская губерния — 6 декабря 1967, Минск) — советский военачальник, генерал-лейтенант (1940, 1943).

## Ранние годы. Первая мировая война
Родился в деревне Разгуляйка, ныне Семеновского района Нижегородской области.
На военной службе в Русской императорской армии с мая 1915 года. Сначала служил в 211-м пехотном запасном полку рядовым и ефрейтором. С октября 1916 года воевал на Западном и Северном фронтах Первой мировой войны 150-го Таманского пехотного полка 38-й пехотной дивизии младшим и старшим унтер-офицером, на фронте назначен исполняющим должность командира взвода. В мае 1917 года направлен на учёбу в школу прапорщиков Северного фронта (г. Гатчина), которую окончил в сентябре 1917 года. В том же сентябре назначен младшим офицером 298-го Мстиславского пехотного полка Северного фронта, который в то время дислоцировался в Витебской губернии. Вскоре был назначен командиром полуроты, после Октябрьской революции в ноябре 1917 года избран солдатами членом ротного и полкового комитетов солдатских депутатов. При расформировании русской армии в феврале 1918 года прапорщик Д. Т. Козлов был демобилизован.

## Гражданская война
В Красной Армии с июня 1918 года. Служил военным руководителем Старо-Ахматовского волостного военкомата Сергачского уезда Нижегородской губернии, в марте 1919 года стал помощником Сергачского уездного военного комиссара и председатель уездной комиссии по борьбе с дезертирством. В октябре 1919 года направлен в действующую армию Гражданской войны на Восточный фронт командиром батальона 2-го стрелкового полка Отдельной Уфимской стрелковой бригады, вскоре за отличия назначен помощником командира этого полка. С января 1920 — командир 526-го стрелкового полка 59-й стрелковой дивизии. В 1919 году воевал против войск адмирала А. В. Колчака, в 1920 году в составе Семипалатинской группы войск принимал участие в разгроме остатков отрядов оренбургских казаков атамана А. И. Дутова и войск Отдельной Семиреченской армии атамана Б. В. Анненкова. В начале июля 1920 дивизия была расформирована, а 526-й стрелковый полк Д. Т. Козлова вошёл в состав 3-й Туркестанской стрелковой дивизии, вскоре он был переименован в 22-й стрелковый полк. Далее воевал на Туркестанском фронте, в-основном сражался с басмачами в Ферганской области. В мае 1921 года стал командиром 16-го стрелкового полка 2-й Туркестанской стрелковой дивизии.

## В межвоенный период
В августе 1922 года назначен командиром 4-го Туркестанского стрелкового полка 2-й Туркестанской стрелковой дивизии Туркестанского фронта, продолжал воевать с басмачами. За эти бои получил свой первый орден — орден Красного Знамени. В 1924 году окончил Высшую тактическо-стрелковую школу командного состава РККА имени Коминтерна «Выстрел» и в сентябре этого года назначен командиром 109-го стрелкового полка 37-й стрелковой дивизии Белорусского военного округа.
В октябре 1925 года направлен на учёбу, в 1928 году окончил Военную академию РККА имени М. В. Фрунзе. С июля 1928 года — начальник штаба 46-й стрелковой дивизии Украинского военного округа (Киев). С ноября 1930 года — начальник Киевской пехотной школы имени рабочих Красного Замоскворечья. С января 1931 — командир-военком 44-й Киевской стрелковой дивизии. Дивизия под его командованием стала одной из лучшей в РККА по уровню боевой подготовки, за что в 1936 году был награждён орденом Ленина. В июле 1937 года назначен командиром 8-го стрелкового корпуса Киевского военного округа. Но уже в сентябре 1937 года был отстранён от должности и по август 1938 года без нового назначения состоял в распоряжении Управления по командно-начальствующему составу РККА, затем был прикомандирован к Управлению боевой подготовки РККА.
В декабре 1938 года назначен старшим преподавателем кафедры общей тактики Военной академии РККА имени М. В. Фрунзе. В сентябре 1939 года стал начальником Высших стрелково-тактических курсов усовершенствования офицерского состава пехоты «Выстрел».
В конце декабря 1939 года назначен командиром 1-го стрелкового корпуса, во главе которого участвовал в советско-финской войне в 8-й армии. С апреля 1940 года — заместитель командующего войсками Одесского военного округа. Одновременно в июне-июле 1940 года был заместителем командующего войсками 9-й армии Южного фронта, с которой участвовал в вводе советских войск в Бессарабию. Участник совещания высшего руководящего состава РККА 23 — 31 декабря 1940 года. В декабре 1940 года назначен начальником Главного управления ПВО Красной Армии, но уже в январе 1941 года возвращен в сухопутные войска и назначен командующим войсками Закавказского военного округа.

## Великая Отечественная война
С началом Великой Отечественной войны — в той же должности. В августе 1941 года назначен командующим Закавказским фронтом. Один из главных участников Иранской операции в августе-сентябре 1941 года, из состава фронта под командованием Д. Т. Козлова в Иран были введены две общевойсковые армии.
30 декабря 1941 года назначен командующим войсками Кавказского фронта. К тому времени под его командованием уже был разработан план десантной операции в Крым и с 26 декабря началась под его командованием совместно с силами Черноморского флота Керченско-Феодосийская десантная операция. 28 января 1942 года назначен командующим войсками новообразованного Крымского фронта. Под его командованием велись  боевые действия на Керченском полуострове, когда в феврале-марте фронт трижды предпринимал попытки наступления с Керченского полуострова. Все они окончились с минимальным продвижением и большими потерями. Широко известным стал конфликт между командующим фронтом Д. Т. Козловым и представителем Ставки Верховного Главнокомандования на фронте Л. З. Мехлисом.
Все эти события окончились трагично: в мае 1942 года войска 11-й немецкой армии генерала Э. фон Манштейна провели наступательную операцию под кодовым наименованием «Охота на дроф». В течение 12 дней Крымский фронт, обладавший превосходством в силах, потерял более 160 000 человек, 196 танков, более 4 500 орудий и миномётов, 417 самолётов. Разрозненные остатки войск фронта переправились через Керченский пролив на Таманский полуостров. Керченский плацдарм советских войск был ликвидирован. 19 мая 1942 года Крымский фронт был расформирован и Д. Т. Козлов оставался без нового назначения.
Директивой Ставки ВГК № 155452 от 4 июня 1942 года «О причинах поражения Крымского фронта в Керченской операции» Д. Т. Козлов был понижен в воинском звании до генерал-майора и с указанием использовать на другой менее ответственной работе. С 7 июля 1942 года командовал 9-й резервной армией.
30 августа 1942 года назначен командующим 24-й армией, принимавшей участие в Сталинградской битве. С октября 1942 года — помощник и заместитель командующего войсками Воронежского фронта по формированию. Участвовал в Харьковской наступательной и оборонительной операциях, являлся начальником обороны города и организовывал оборону Харькова во время контрнаступления своего заклятого врага Манштейна. С 14 по 21 марта 1943 года через лес северо-восточнее Мохначей вышел из Харькова одним из последних.
В мае — августе 1943 года — уполномоченный Ставки ВГК на Ленинградском фронте. С августа 1943 года был заместителем командующего Забайкальским фронтом. Участвовал в советско-японской войне в августе 1945 года.

## Послевоенные годы

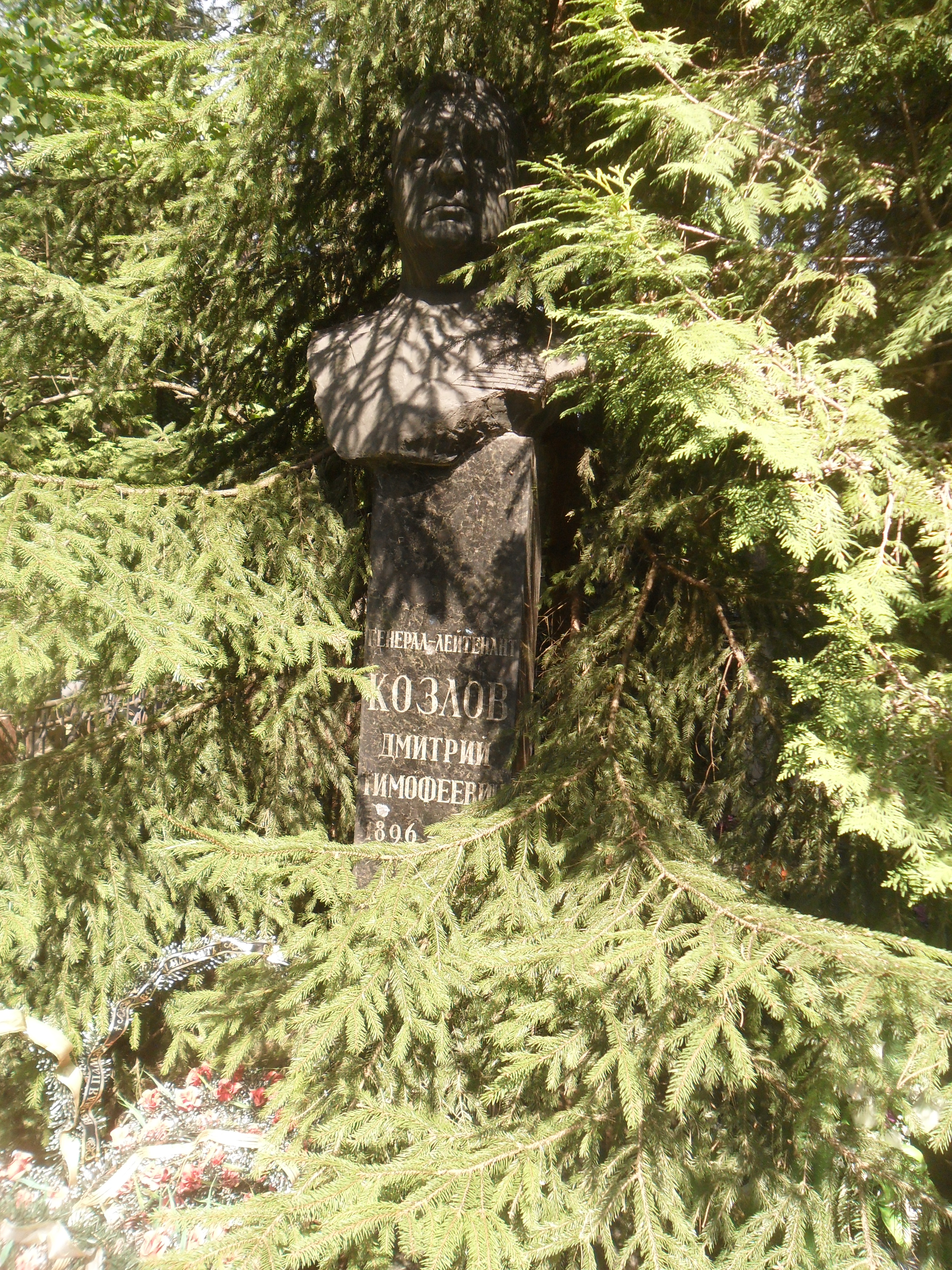
Могила Козлова на Восточном кладбище Минска.

В сентябре 1945 года назначен заместителем командующего войсками Забайкальско-Амурского военного округа по строевой части, с мая 1947 по апрель 1948 года — на той же должности в Забайкальском военном округе. В 1949 году окончил Высшие академические курсы при Высшей военной академии имени К. Е. Ворошилова. В феврале 1949 года назначен помощником командующего войсками Белорусского военного округа. С июня 1954 года в запасе.
Жил в Минске. Умер 6 декабря 1967 года. Похоронен на Восточном кладбище города.

## Отзывы
Я писал, что командующий Южным фронтом Д. Т. Козлов во многом виноват, что операция по освобождению Крыма в 1942 году провалилась, за что он был отстранен от работы. Но Д. Т. Козлов — честный и преданный Родине генерал. Он не справился с возложенными на него обязанностями командующего фронта лишь потому, что эта должность оказалась ему не под силу. Когда же Д. Т. Козлов был назначен заместителем командующего фронтом, он работал успешно.
— Дважды Герой Советского Союза Маршал Советского Союза Василевский А.М. Дело всей жизни.Издание 2-е, дополненное. - М.: Политиздат,1975.- С.590
Алексей Исаев:

Вообще говоря, Д. Т. Козлов был одним из самых неудачливых советских военачальников. Подчеркну — именно неудачливым, а не бездарным и тупым. Конечно, он не был «Гинденбургом», но нельзя не признать, что Дмитрию Тимофеевичу катастрофически не везло. Он каждый раз не по своей воле оказывался там, где немецкие войска были сильны на земле и в воздухе. Вместо простора для маневра или хотя бы защищающей от всевидящего ока воздушной разведки маски лесов Козлову доставалась открытая, безжизненная степь на узком и плотном позиционном фронте. Его словно преследовало мощнейшее немецкое авиасоединение — VIII авиакорпус. Как в Крыму в мае 1942 г., так и под Сталинградом в сентябре 1942 г. самолеты VIII авиакорпуса оказывались над подчиненными Д. Т. Козлову войсками, неумолимо неся смерть и разрушение. После Сталинграда Козлова угораздило попасть под контрудар Манштейна под Харьковом в феврале — марте 1943 г. Так, он формально оказался ответственным за сдачу Харькова, удержать который было уже никак не возможно. Этот последний эпизод переполнил чашу терпения руководства, и Д. Т. Козлова сослали из действующей армии в Забайкалье. Если бы он пересидел страшный 1942 г. где-нибудь вдали от пристального внимания VIII авиакорпуса — на Северо-Западном или Брянском фронте — то были бы все шансы остаться в памяти потомков вполне успешным военачальником и даже закончить войну в Берлине.— Исаев А. Георгий Жуков. — М.: Яуза, Эксмо, 2006.
Генерал-лейтенант Ласкин Иван Андреевич:

В тридцатые годы мне пришлось служить в 44-й дивизии, которой командовал Д. Т. Козлов, поэтому мы довольно хорошо знали друг друга.
Примерно через год, в конце марта 1943 года, когда он, находясь уже в должности заместителя командующего Воронежским фронтом, прибыл на Курскую дугу, где я был начальником штаба 7-й гвардейской армии, мы встретились с ним, и Дмитрий Тимофеевич сам завел разговор о его неудаче на Керченском полуострове.
Дмитрий Тимофеевич говорил тогда, что и сам чувствовал свою вину, а главное, свою неподготовленность, поскольку с масштабом фронтовой операции он никогда не имел дела. Да к тому же и театр попался необычный: позади Керченский пролив, а с двух сторон — море…— Ласкин И. А. На пути к перелому. — М.: Воениздат, 1977.
Генерал армии Сергей Матвеевич Штеменко, член Оперативного управления Генерального штаба в 1942 г., об отношениях Л.З. Мехлиса и Д.Т. Козлова:  

в конце января 1942 г. Ставка направила в Крым в качестве своего представителя Л.З. Мехлиса. Из Генштаба с ним поехал генерал-майор П.П. Вечный. Они должны были помочь командованию фронта подготовить и провести операцию по деблокированию Севастополя. Мехлис, по своему обычаю, вместо того, чтобы помогать, стал перетасовывать руководящие кадры. <...> Мехлис же лишь препирался с командующим.
— Штеменко С. М. Генеральный штаб во время войны. — М.: Вече, 2014.
Штеменко о Д.Т. Козлове на посту командующего Крымским фронтом: 

В феврале—апреле Крымский фронт при поддержке Черноморского флота трижды пытался прорвать вражескую оборону, но успеха не имел и сам вынужден был перейти к обороне.
Оперативное построение фронта между тем не отвечало задачам обороны. Группировка войск оставалась наступательной. Левый фланг, примыкавший к Черному морю, оказался слабым. Командующий войсками объяснял это тем, что после некоторого улучшения исходных позиций фронт непременно будет наступать. Но наступление все откладывалось, оборона, вопреки указаниям Генштаба, не укреплялась.
Нам было известно о приготовлениях немцев. Фронтовая разведка точно установила даже день, намеченный ими для перехода к активным действиям. Об этом накануне было сообщено войскам. Однако ни представитель Ставки, ни командующий фронтом не предприняли надлежащих мер, чтобы отразить удар. 

Константин Симонов:

«…Бывший командующий фронтом Рокоссовский рассказал мне, как он случайно оказался свидетелем последнего разговора Сталина с Козловым, уже смещенным с должности командующего Крымским фронтом после Керченской катастрофы.
… Козлов вошел, и хотя это было очень скоро после Керченской катастрофы, все это было ещё очень свежо в памяти, Сталин встретил его совершенно спокойно, ничем не показал ни гнева, ни неприязни. Поздоровался за руку и сказал:
— Слушаю вас. Вы просили, чтобы я вас принял. Какие у вас ко мне вопросы?
Козлов, который сам просился на прием к Сталину после того, как был издан приказ о смещении его с должности командующего Крымским фронтом и о снижении в звании, стал говорить о том, что он считает, что это несправедливо по отношению к нему. Что он делал все, что мог, чтобы овладеть положением, приложил все силы. Говорил он все это в очень взвинченном, истерическом тоне.
Сталин спокойно выслушал его, не перебивая. Слушал долго. Потом спросил:
— У вас все?
— Да.
— Вот видите, вы хотели сделать все, что могли, но не смогли сделать того, что были должны сделать.
В ответ на эти слова, сказанные очень спокойно, Козлов стал говорить о Мехлисе, что Мехлис не давал ему делать то, что он считал нужным, вмешивался, давил на него, и он не имел возможности командовать из-за Мехлиса так, как считал необходимым. Сталин спокойно остановил его и спросил:
— Подождите, товарищ Козлов! Скажите, кто был у вас командующим фронтом, вы или Мехлис?
— Я.
— Значит, вы командовали фронтом?
— Да.
— Ваши приказания обязаны были выполнять все на фронте?
— Да, но…
— Вы как командующий отвечали за ход операции?
— Да, но…
— Подождите. Мехлис не был командующим фронтом?
— Не был…
— Значит, вы командующий фронтом, а Мехлис не командующий фронтом? Значит, вы должны были командовать, а не Мехлис, да?
— Да, но…
— Подождите. Вы командующий фронтом?
— Я, но он мне не давал командовать.
— Почему же вы не позвонили и не сообщили?
— Я хотел позвонить, но не имел возможности.
— Почему?
— Со мною все время находился Мехлис, и я не мог позвонить без него. Мне пришлось бы звонить в его присутствии.
— Хорошо. Почему же вы не могли позвонить в его присутствии?
Молчит.
— Почему, если вы считали, что правы вы, а не он, почему же не могли позвонить в его присутствии? Очевидно вы, товарищ Козлов, боялись Мехлиса больше, чем немцев?
— Вы не знаете Мехлиса, товарищ Сталин, — воскликнул Козлов.
— Ну, это, положим, неверно, товарищ Козлов. Я-то знаю товарища Мехлиса. А теперь хочу вас спросить: почему вы жалуетесь? Вы командовали фронтом, вы отвечали за действия фронта, с вас за это спрашивается, вы за это смещены. Я считаю, что все правильно сделано с вами, товарищ Козлов.
Потом, когда Козлов ушел, он повернулся к Рокоссовскому и, прощаясь с ним, сказал:

— Вот такой интересный разговор, товарищ Рокоссовский…»— Константин Симонов. «Глазами человека моего поколения»

## Воинские звания
- комдив (26.11.1935)
- комкор (29.04.1940)
- генерал-лейтенант (4.06.1940)
- генерал-майор (4.06.1942)
- генерал-лейтенант (19.01.1943)

## Награды
- 3 ордена Ленина (16.08.1936, 19.05.1940, 21.02.1945)[4]
- 5 орденов Красного Знамени (февраль 1923, 4.02.1943, 20.06.1943, 3.11.1944, 8.09.1945)
- Медаль «За оборону Ленинграда»
- Медаль «За оборону Севастополя»
- Медаль «За оборону Сталинграда»
- Медаль «За оборону Кавказа»
- Медаль «За победу над Германией в Великой Отечественной войне 1941—1945 гг.»
- Медаль «За победу над Японией»
- другие медали СССР
- Военный крест 1939 года (ЧССР, 1943)
- Орден Красного Знамени (МНР, 1945)